# Cratere Simonides
Simonides  è un cratere sulla superficie di Mercurio.